# Эджвар
Эджвар — район на северо-западе Лондона, Англия, расположенный в боро Барнет. Эджвар граничит с районами Колиндейл и Станмор и является одним из традиционных еврейских районов Лондона. В Эджваре находится еврейское кладбище Эджуэрбери, где похоронено множество известных личностей, включая британскую певицу и автора песен Эми Уайнхаус.

## История
Эджвар является одним из древнейших населённых пунктов в районе Барнет и упоминается в документах уже в 13 веке. Название происходит от древнеанглийского "Ecgi's weir", что можно перевести как "дамба Эгги", и первоначально указывает на наличие древней мельницы. В течение веков Эджвар оставался сельским районом, но в XIX веке, с приходом железных дорог, начал активно развиваться и урбанизироваться.

## Культура и достопримечательности
Эджвар известен своими зелёными зонами, историческими зданиями и культурным наследием. Особое значение для района имеет еврейское кладбище Эджуэрбери, основанное в XX веке и ставшее местом упокоения для многих членов еврейской общины Лондона.
Еврейское кладбище Эджуэрбери
Еврейское кладбище Эджуэрбери — это одно из крупнейших еврейских кладбищ в Лондоне. Здесь захоронена певица Эми Уайнхаус, чьи похороны состоялись 26 июля 2011 года. Памятник Эми украшен символикой, отражающей её еврейское происхождение и культурное наследие. Кладбище открыто для посещения, однако большинство мемориальных церемоний проводится в кругу семьи и близких.

## Население
Эджвар — это мультикультурный район с населением, представляющим различные этнические и религиозные группы. Здесь проживают значительные еврейские и мусульманские общины, а также представители различных культур. Благодаря этому в Эджваре широко отмечаются различные культурные и религиозные праздники.